# Triunfo (España)
Triunfo fue una revista española, inicialmente de espectáculos y posteriormente de política, economía y cultura, fundada en 1946 por José Ángel Ezcurra, que fue su director desde el principio hasta el final de su publicación. Se publicó en Valencia hasta 1948, fecha en la que su sede se trasladó a Madrid. Allí permaneció hasta su cierre en 1982. 

## Etapa inicial
Triunfo apareció en febrero de 1946 como revista de información y crítica teatral y cinematográfica. Estas dos artes nunca dejaron de ser tratadas en la posterior etapa de la revista, aunque cediendo paso a contenidos de política exterior (menos interferidos por la censura que los nacionales) y con el tiempo, incluso a los de política interior. En el año 1948 la revista fue trasladada a la madrileña calle de Hermosilla, al edificio de la editorial Prensa Gráfica. Posteriormente, en 1954 la redacción sufrió un nuevo traslado al Palacio de la Prensa de la Gran Vía.

## Etapa como revista política
Triunfo conoció su época de esplendor a partir de 1962. El 9 de junio de ese año apareció el número 1 de la nueva etapa como un semanario de información general que pronto se convirtió en el referente intelectual de la España de esa época. Fue la revista que en los años 60 y 70, dos décadas cruciales, encarnó las ideas y la cultura de la izquierda de España y fue símbolo de la resistencia intelectual al franquismo. 
En 1964 ya alcanzaba una tirada de 56.000 ejemplares y 1.100 suscriptores. Sufrió por sus contenidos numerosos secuestros y multas, y por ella pasaron periodistas, intelectuales, hispanistas, teólogos o dibujantes comprometidos como Eduardo Haro Tecglen (también bajo los seudónimos de Pozuelo, Juan Aldebarán, Pablo Berbén e Ignacio de la Vara), Manuel Vázquez Montalbán (también bajo los seudónimos de Sixto Cámara, Manolo V el Empecinado, Baronesa d'Orcy, Luis Dávila y Menelao el Areopagita), Luis Carandell, Víctor Márquez Reviriego, César Alonso de los Ríos, Enrique Miret Magdalena, Antonio Burgos, Fernando Savater, José Luis Abellán, Álvaro del Amo, Juan Cruz, Ramón Chao, Ricardo Doménech, José Ángel Ezcurra, Diego Galán, Jesús García de Dueñas, Ian Gibson, André Gorz (bajo lo seudónino de Michel Bosquet), Fernando Lara, Montserrat Roig, Manuel Leguineche, Ignacio Ramonet, José María Vaz de Soto, Rodrigo Vázquez de Prada, Felipe Mellizo, Manuel Vicent, Quino, OPS, Chumy Chúmez o Núria Pompeia.
Los contenidos sobre economía eran realizados a menudo por un equipo de colaboradores (Arturo Cabello, Santiago Roldán y Juan Muñoz los tres principales) que firmaban bajo el seudónimo de Arturo López Muñoz.
A partir de la redacción de la Ley de Prensa de 1966, obra de Manuel Fraga Iribarne, que suavizó el poder de la censura, Triunfo se consolidó como revista de oposición a la dictadura y, bajo la pluma de Víctor Márquez Reviriego, introdujo más contenidos sobre política española.

## Desaparición y posterior digitalización
En 1970 se trasladó nuevamente la redacción, esta vez al número 20 de la Plaza del Conde del Valle de Súchil. Esta redacción era común con otros proyectos del mismo equipo de personas, como la revista especializada Tiempo de Historia o la humorística Hermano Lobo. La llegada de la democracia a España en 1978 hizo que el interés por publicaciones del tipo de Triunfo disminuyera, al desaparecer definitivamente la censura y aparecer nuevos medios de comunicación que le hacían la competencia. En 1980 la periodicidad dejó de ser semanal y pasó a mensual. El último número se publicó en agosto de 1982.
En 2006, veinticuatro años después de su último número, se creó la página web https://www.triunfodigital.com, en la que se han colgado, digitalizados, todos los números de la revista, facilitando un motor de búsquedas por autor y título de los artículos.